# آن فروتير
آن فروتير (بالإنجليزية: Anne Fortier)‏ (10 نوفمبر 1971، الدنمارك في )؛ كاتِبة وروائية كندية.

## روابط خارجية
- آن فروتير على موقع IMDb (الإنجليزية)
- آن فروتير على موقع ميوزك برينز (الإنجليزية)